# Race Suicide (film 1916)
Race Suicide è un film muto del 1916 diretto da George Terwilliger. Il prologo fu girato da Raymond L. Ditmars, il curatore del Bronx Zoological Park, produttore e documentarista di film sulla natura e gli animali.

## Trama
Prologo
I cuccioli di svariate specie di animali possono essere abbandonati dai loro genitori.
In epoca preistorica, un uomo delle caverne uccide il bambino della donna che ama. Nell'antica Roma, un soldato seduce una pastorella che poi lascia. La giovane darà alla luce un bambino. Messasi alla ricerca del soldato, lo trova tra le braccia di un'altra donna. La giovane madre morirà poi per salvare il bambino da una serpe velenosa. In epoca elisabettiana, un figlio ribelle cerca di riscattarsi andando in battaglia dove verrà ucciso. In tempi moderni, una coppia non ha figli perché il marito è troppo povero e non vuole farsi carico di una nuova bocca da sfamare. Quando finalmente comincia a guadagnare a sufficienza, sua moglie subisce un incidente che la priva della possibilità di avere dei bambini.

## Produzione
Il film fu prodotto dalla Lubin Manufacturing Company. Venne girato in Pennsylvania, nei Betzwood Studio di Port Kennedy.

## Distribuzione
Distribuito dalla Joseph W. Farnum, il cortometraggio venne distribuito nelle sale statunitensi il 21 gennaio 1916.